# Kinect: Disneyland Adventures
Kinect: Disneyland Adventures ou Disneyland Adventures est un jeu vidéo de type party game développé par Frontier Developments et édité par Microsoft Studios, sorti en 2011 sur Windows, Xbox 360 et Xbox One. Il met en scène le parc Disneyland.

## Accueil
- Jeuxvideo.com : 14/20[1]

## Voix françaises
- Laurent Pasquier : Mickey Mouse
- Sylvain Caruso : Donald Duck
- Gérard Rinaldi : Dingo
- Marie-Charlotte Leclaire : Minnie Mouse
- Sybille Tureau : Daisy Duck
- Gérard Surugue : Le Lapin Blanc, Barbe Noir, le fantôme de "Splash Mountain"
- Bernard Alane : La chenille
- Lisa Caruso : Alice
- Jean-Claude Donda : Le Chapelier Toqué, Winnie l'ourson
- Claire Guyot : Ariel
- Herve Rey : Peter Pan, Porcinet
- Philippe Catoire : Capitaine Crochet
- Patrice Dozier : Monsieur Mouche
- Laura Blanc : Cendrillon
- Richard Darbois : Buzz l'éclair, le génie d'Aladdin et Bruce le requin
- Laura Préjean : Aurore
- Paolo Domingo : Aladdin
- Benedicte Lecroart : Belle
- Valerie Siclay : Blanche-Neige
- Magalie Barney : Jasmine
- Anna Ramade : Noa
- Bruno Magne : Al Herte
- Michel Papineschi : Le voyageur moustachu de "Jungle Cruise"
- Bonnie Lenner : Squiz, Petit Gourou
- Patrick Poivey : Crush
- Marc Alfos : Black Barty
- Patrick Préjean : Tigrou
- Wahid Lamara : Bourriquet
- Marc Saez : Bibi Lapin
- Guillaume Lebon : Basil le renard
- Benoît Allemane : Boniface l'ours
- Michel Dodane : Voix-off de « Haunted Mansion »
- Frédérique Tirmont : Madame Leota Monsieur Mouche